# Place Théodore Gobert
La place Théodore Gobert est une place du quartier d'Outremeuse à Liège en Belgique (région wallonne).

## Situation et description
Le côté nord de cette place relie la rue Puits-en-Sock au pont d'Amercœur, deux des plus vieilles voies de communication d'Outremeuse. Ce côté nord faisait jadis partie intégrante de la rue Puits-en-Sock. La place est aussi traversée en son centre par la route nationale 3 issue de la rue Louis Jamme formant ainsi deux îlots pavés triangulaires dont celui situé au sud a vu l'érection de la statue du général Bertrand. Cette statue en bronze a été érigée en 1934 et réalisée par l'architecte E. Sélerin et le sculpteur L. Gérardy.

## Odonymie
La place rend hommage à Théodore Gobert, né le 27 septembre 1853 à Liège où il meurt le 18 janvier 1933 . Il était un historien liégeois et un archiviste provincial, auteur, entre autres, du livre Liège à travers les âges : les rues de Liège.

## Architecture
La maison située au no 1, à l'angle de la rue Porte-aux-Oies, date de 1743. Une enseigne en pierre sculptée nomme cet immeuble Au Moulin à papier et fait figurer dans la pierre le dessin de ce moulin avec sa roue à aubes au-dessus de flots stylisés. L'immeuble en brique et pierre de taille possède deux étages de trois travées.

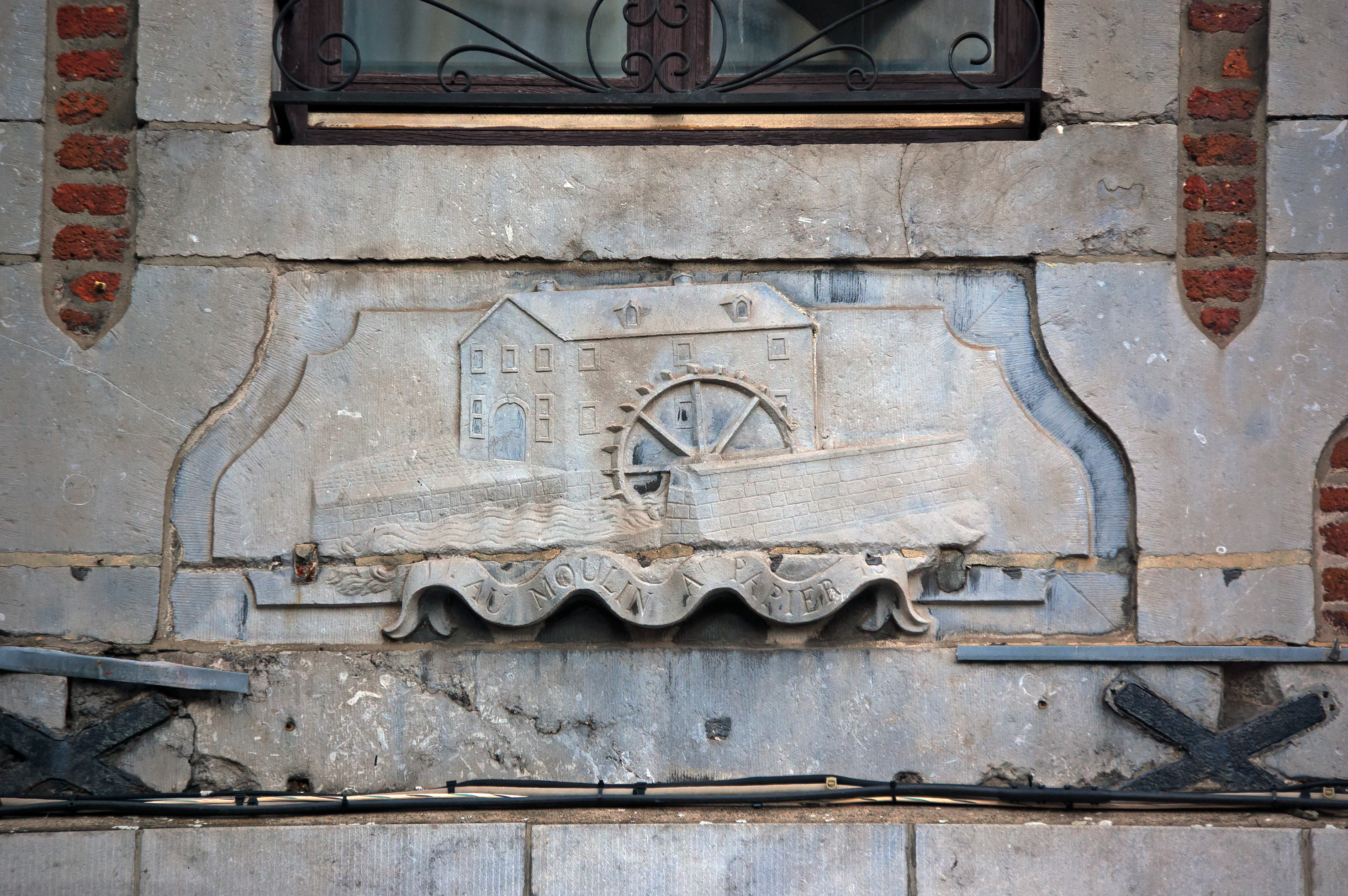
Place Théodore Gobert, 1 : enseigne en pierre sculptée

L'immeuble à appartements sis au no 6, à l'angle du quai de la Dérivation est orné d'éléments de style Art déco.

## Voiries adjacentes
- Rue Puits-en-Sock
- Rue Porte-aux-Oies
- Quai de la Dérivation
- Pont d'Amercœur
- Quai de l'Ourthe
- Rue Louis Jamme